# Microtatorchis ceratostylis
Microtatorchis ceratostylis är en orkidéart som beskrevs av Rudolf Schlechter. Microtatorchis ceratostylis ingår i släktet Microtatorchis och familjen orkidéer. Inga underarter finns listade i Catalogue of Life.